# Ornatoraphidia christianodagmara
Ornatoraphidia christianodagmara is een kameelhalsvliegensoort uit de familie van de Raphidiidae. De soort komt voor in Griekenland.
Ornatoraphidia christianodagmara werd voor het eerst wetenschappelijk beschreven door H. Aspöck & U. Aspöck in 1970.